# Brock Nelson
Brock Christian Nelson (* 15. Oktober 1991 in Minneapolis, Minnesota) ist ein US-amerikanischer Eishockeyspieler, der seit März 2025 bei der Colorado Avalanche in der National Hockey League (NHL) unter Vertrag steht. Zuvor verbrachte der Center über zwölf Jahre bei den New York Islanders.

## Karriere

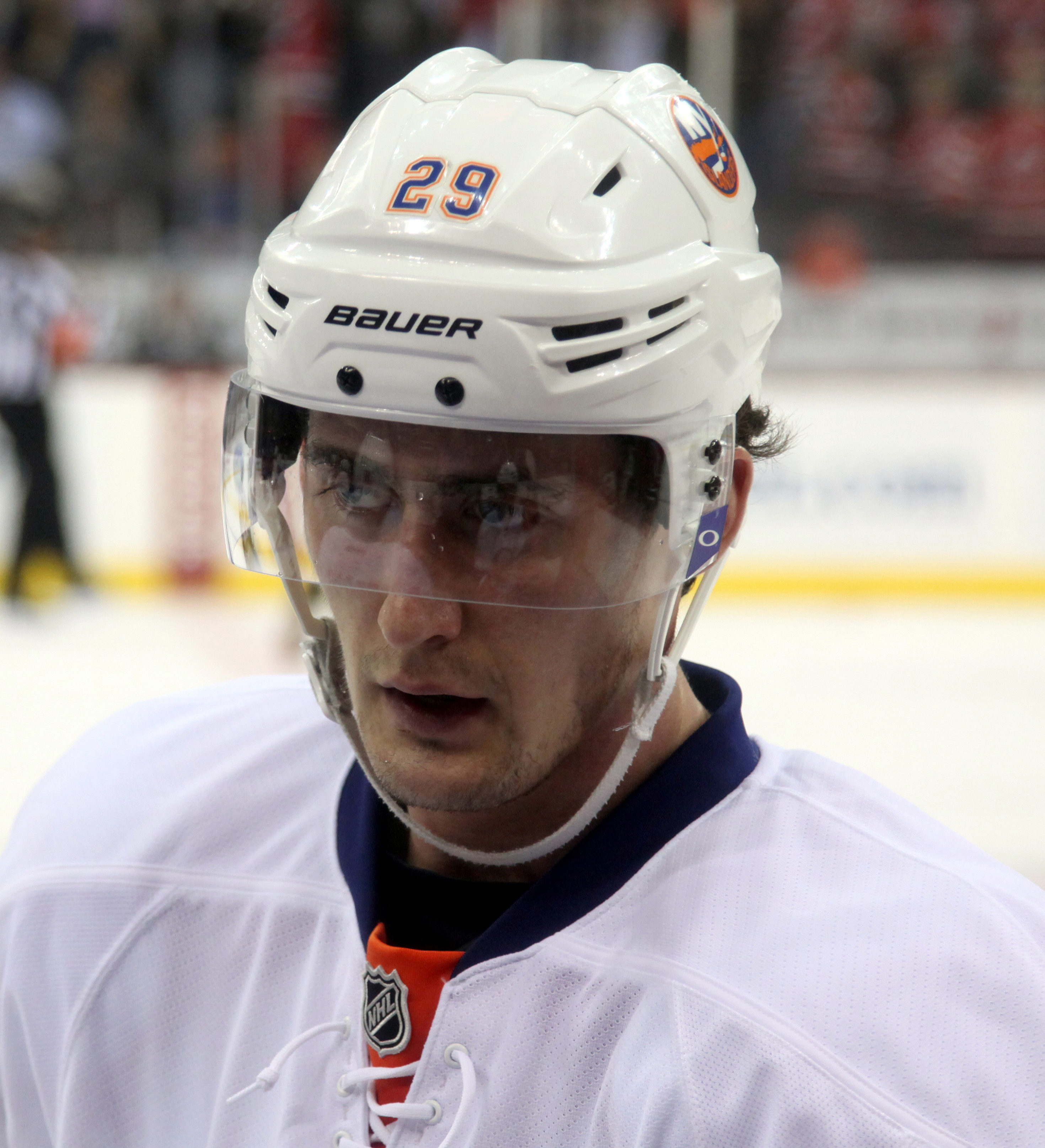
Nelson im Trikot der New York Islanders (2014)

Brock Nelson begann seine Karriere in der Schulmannschaft der Warroad High School, für die er drei Spielzeiten lang auf dem Eis stand. Nachdem er in der Saison 2009/10 für seine Schule 73 Punkte in 25 Spielen erzielt hatte, wurde er in die High-School-Auswahl der Great Plains berufen und spielte dort für den Rest der Saison. Insgesamt schloss er die Spielzeit als viertbester Scorer des amerikanischen High-School-Systems ab. Im NHL Entry Draft 2010 wurde er daraufhin in der ersten Runde an 30. Position von den New York Islanders ausgewählt.
Anschließend wechselte Nelson an die University of North Dakota und spielte für die Eishockeymannschaft der Universität in der Western Collegiate Hockey Association. In seiner Debütsaison gewann er mit der Mannschaft die Meisterschaft in der WCHA in Form der Broadmoor Trophy. In der folgenden Spielzeit gelang Nelson mit 47 Punkten aus 42 Spielen schließlich der Durchbruch und er wurde ins Third All-Star Team der WCHA berufen. Gleichzeitig verhalf er der Mannschaft zur Titelverteidigung der Broadmoor Trophy.
Nach Saisonende unterzeichnete er einen Einstiegsvertrag über drei Jahre bei den New York Islanders und wechselte zur Saison 2012/13 dauerhaft zum Farmteam der Islanders, den Bridgeport Sound Tigers, in die American Hockey League. Mit 52 Punkten aus 66 Spielen wurde er auf Anhieb Topscorer der Mannschaft und belegte zudem hinter Ryan Spooner ligaweit den zweiten Platz in der Rookie-Scorerwertung. Nelson stellte mit 25 Toren zudem einen neuen Rookierekord der Sound Tigers auf. Am 11. Mai 2013 gab der Center zudem beim Play-off-Spiel gegen die Pittsburgh Penguins sein Debüt für die Islanders in der National Hockey League.
In der Saison 2013/14 stand Brock Nelson dauerhaft im NHL-Kader der New York Islanders und absolvierte 72 Spiele in der regulären Saison. Als John Tavares im Februar 2014 verletzungsbedingt ausfiel, rückte Nelson kurzzeitig in die erste Angriffsreihe der Islanders auf. Nachdem er in der Spielzeit 2018/19 mit 53 Scorerpunkten seinen bisherigen Karriere-Bestwert erzielt hatte, unterzeichnete er im Mai 2019 einen neuen Sechsjahresvertrag in New York, der ihm fortan ein durchschnittliches Jahresgehalt von sechs Millionen US-Dollar einbringen soll.
Nach über zwölf Jahren bei den Islanders wurde Nelson im März 2025, in seinem letzten Vertragsjahr, samt William Dufour an die Colorado Avalanche abgegeben. Er verließ Long Island somit nach 901 Einsätzen, womit er zu diesem Zeitpunkt hinter Bryan Trottier, Denis Potvin und Josh Bailey den vierten Rang in der ewigen Bestenliste des Franchise belegte. Im Gegenzug sandte die Avalanche Oliver Kylington, Calum Ritchie, ein Erstrunden-Wahlrecht im NHL Entry Draft 2026 oder 2027 sowie ein konditionales Drittrunden-Wahlrecht im NHL Entry Draft 2028 nach New York. Letzteres sollen die Islanders nur erhalten, falls Colorado in den anstehenden Playoffs 2025 den Stanley Cup gewinnt und Nelson dabei mindestens die Hälfte der Spiele absolviert. Dies erfüllte sich nicht. Anschließend allerdings unterzeichnete der US-Amerikaner im Juni 2025 einen neuen Dreijahresvertrag in Colorado, der ihm ein durchschnittliches Jahresgehalt von 7,5 Millionen US-Dollar einbringen soll.

### International
Nelson vertrat die USA erstmals bei der U20-Junioren-Weltmeisterschaft 2011 und gewann mit der Mannschaft die Bronzemedaille. Zur Weltmeisterschaft 2014 in Minsk wurde er erstmals in den Kader der Herren-Nationalmannschaft berufen, ebenso wie zur WM 2015, bei der er die Bronzemedaille gewann und mit zehn Punkten Topscorer seiner Mannschaft war. Bei der WM 2016 stieß er durch die Playoff-Teilnahme mit den Islanders verspätet zur Mannschaft und belegte in der Folge den vierten Platz mit dem Team. Ebenso nahm Nelson an der Weltmeisterschaft 2024 teil.

## Erfolge und Auszeichnungen
| - 2011 Broadmoor-Trophy-Gewinn mit der University of North Dakota - 2012 Broadmoor-Trophy-Gewinn mit der University of North Dakota - 2012 WCHA Third All-Star Team | - 2012 WCHA All-Academic Team - 2023 Teilnahme am NHL All-Star Game |

### International
- 2011 Bronzemedaille bei der U20-Junioren-Weltmeisterschaft
- 2015 Bronzemedaille bei der Weltmeisterschaft

## Karrierestatistik
Stand: Ende der Saison 2024/25

### International
Vertrat die USA bei:
| - U20-Junioren-Weltmeisterschaft 2011 - Weltmeisterschaft 2014 - Weltmeisterschaft 2015 - Weltmeisterschaft 2016 | - Weltmeisterschaft 2017 - Weltmeisterschaft 2024 - 4 Nations Face-Off 2025 |

(Legende zur Spielerstatistik: Sp oder GP = absolvierte Spiele; T oder G = erzielte Tore; V oder A = erzielte Assists; Pkt oder Pts = erzielte Scorerpunkte; SM oder PIM = erhaltene Strafminuten; +/− = Plus/Minus-Bilanz; PP = erzielte Überzahltore; SH = erzielte Unterzahltore; GW = erzielte Siegtore; 1 Play-downs/Relegation; Kursiv: Statistik nicht vollständig)

## Familie
Brock Nelson stammt aus einer Eishockeyfamilie. Sein Großvater Bill Christian und sein Großonkel Roger Christian gewannen 1960 mit den USA gemeinsam die Goldmedaille beim olympischen Eishockeyturnier. Beide sind zudem Mitglieder der United States Hockey Hall of Fame. Sein anderer Großonkel Gordon Christian hatte bereits vier Jahre zuvor mit den USA die Silbermedaille gewonnen. Seine Onkel Ed und Dave Christian waren ebenfalls professionelle Eishockeyspieler, wobei Dave die Olympiatradition der Familie fortsetzte und 1980 beim Miracle on Ice ebenfalls mit den USA Olympiasieger wurde.